# Động vật lây truyền bệnh

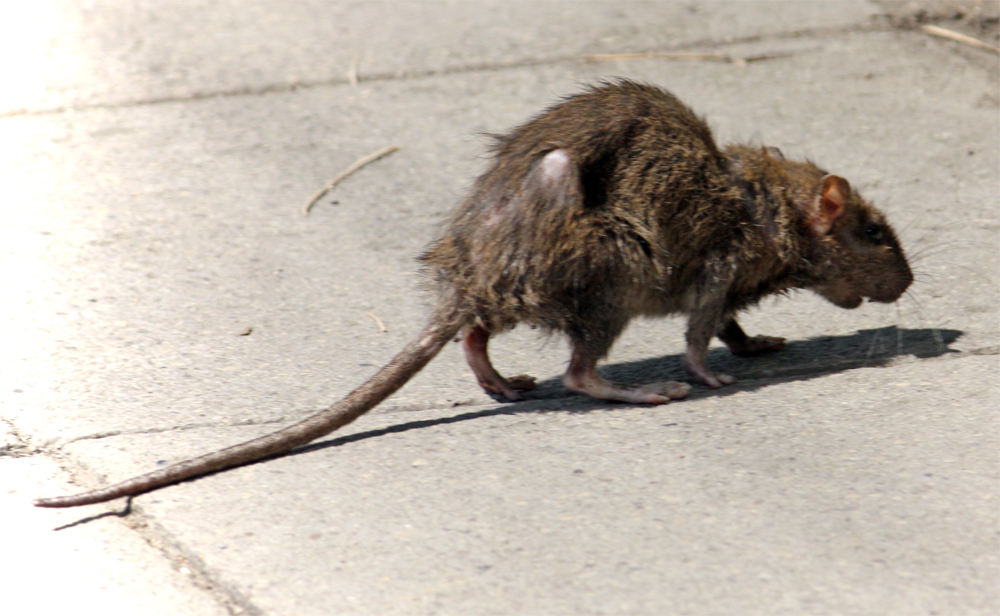
Chuột là động vật truyền bệnh cho con người, chúng vừa là vật trung gian truyền bệnh, vừa là vật chủ của nhiều loại bệnh hay gặp của con người

Động vật lây truyền bệnh (zoonosis) hay còn gọi chính xác hơn là bệnh lây truyền từ động vật hoặc bệnh lây nhiễm từ động vật là các bệnh truyền nhiễm của động vật (thường là động vật có xương sống, các loài thú, đa số là vật nuôi) có thể lây truyền sang con người. Thuật ngữ này bắt nguồn từ tiếng Hy Lạp: ζῷον: Tức là "động vật" và νόσος (nosos) tức là "ốm bệnh".

## Đại cương
Các bệnh hiện đại chủ yếu như bệnh virus Ebola và salmonellosis là các bệnh truyền nhiễm từ động vật. HIV là một bệnh lây truyền từ người sang người vào đầu thế kỷ 20 (lây từ linh trưởng), mặc dù hiện nay nó đã tiến hóa thành một căn bệnh duy nhất của con người. Hầu hết các chủng cúm gây nhiễm cho người đều là bệnh của con người, mặc dù nhiều chủng cúm lợn và cúm là bệnh truyền nhiễm, những virut này thỉnh thoảng kết hợp lại với chủng cúm người và có thể gây ra đại dịch như bệnh cúm Tây Ban Nha năm 1918 hoặc cúm lợn năm 2009.
Dịch Taenia solium là một trong những bệnh nhiệt đới bị bỏ quên với sức khoẻ cộng đồng và thú y quan tâm ở các vùng đang có dịch. Bệnh đậu mùa có thể do một loạt các mầm bệnh bệnh như vi rút, vi khuẩn, nấm và ký sinh trùng; trong số 1.415 mầm bệnh được biết là gây bệnh cho người, 61% là bệnh truyền nhiễm từ động vật (zoonotic). Hầu hết các bệnh ở người có nguồn gốc từ động vật; tuy nhiên, chỉ những bệnh thường liên quan đến sự lây truyền từ động vật sang người, như bệnh dại, được xem là bệnh truyền nhiễm từ động vật trực tiếp.
Trong cơ chế lây nhiễm trực tiếp, bệnh truyền trực tiếp từ động vật sang người thông qua các phương tiện như không khí (cúm) hoặc qua vết cắn của động vật và nước bọt (bệnh dại) hoặc bị các động vật cào cấu hoặc đơn giản là liếm, tiếp xúc với vết thương hở của con người. Ngược lại, sự lây truyền cũng có thể xảy ra thông qua một loài trung gian hay vật trung gian truyền bệnh (gọi là vector), mang mầm bệnh mà không bị nhiễm bệnh. Khi con người bị nhiễm bệnh từ động vật, nó được gọi là bệnh lây truyền từ động vật sang người.

## Nguyên nhân
Sự xuất hiện của các bệnh lây truyền từ động vật sang người bắt nguồn từ việc thuần hóa động vật. Sự lây truyền bệnh từ động vật sang người có thể xảy ra trong bất kỳ bối cảnh nào có tiếp xúc hoặc tiêu thụ động vật, sản phẩm động vật hoặc các dẫn xuất động vật. Điều này có thể xảy ra trong bối cảnh đồng hành (thú cưng), kinh tế (nông nghiệp, buôn bán, giết mổ, v.v.), săn mồi (săn bắn, làm thịt hoặc tiêu thụ trò chơi hoang dã) hoặc bối cảnh nghiên cứu.
Gần đây, tần suất xuất hiện các bệnh truyền nhiễm mới từ động vật đã gia tăng. Một nghiên cứu do các nhà nghiên cứu tại Đại học California, Davis dẫn đầu cho biết: “Khoảng 1,67 triệu loại virus chưa được mô tả được cho là tồn tại ở động vật có vú và chim, ước tính tới một nửa trong số đó có khả năng lây sang người”. Theo báo cáo của Chương trình Môi trường Liên Hợp Quốc và Viện Nghiên cứu Chăn nuôi Quốc tế, phần lớn nguyên nhân là do môi trường như biến đổi khí hậu, nông nghiệp không bền vững, khai thác động vật hoang dã, thay đổi sử dụng đất. Những người khác có liên quan đến những thay đổi trong xã hội loài người như sự gia tăng khả năng di chuyển. Các tổ chức đề xuất một loạt các biện pháp để ngăn chặn sự gia tăng.

### Ô nhiễm thực phẩm hoặc nguồn nước
Các mầm bệnh lây truyền từ động vật sang người quan trọng nhất gây ra các bệnh lây truyền qua thực phẩm là Escherichia coli O157:H7, Campylobacter, Caliciviridae và Salmonella.
Năm 2006, một hội nghị được tổ chức tại Berlin tập trung vào vấn đề tác động của mầm bệnh từ động vật sang an toàn thực phẩm, kêu gọi sự can thiệp của chính phủ và sự cảnh giác của công chúng trước nguy cơ mắc các bệnh lây truyền qua thực phẩm từ việc ăn uống từ trang trại đến bàn ăn.
Nhiều đợt bùng phát do thực phẩm có thể liên quan đến mầm bệnh lây truyền từ động vật sang người. Nhiều loại thực phẩm khác nhau có nguồn gốc động vật có thể bị ô nhiễm. Một số mặt hàng thực phẩm phổ biến có liên quan đến ô nhiễm từ động vật bao gồm trứng, hải sản, thịt, sữa và thậm chí một số loại rau.
Các đợt bùng phát liên quan đến thực phẩm bị ô nhiễm cần được xử lý trong các kế hoạch chuẩn bị sẵn sàng để ngăn chặn các đợt bùng phát lan rộng và ngăn chặn các đợt bùng phát một cách hiệu quả.

### Trồng trọt và chăn nuôi
Tiếp xúc với động vật trang trại có thể dẫn đến bệnh tật ở người nông dân hoặc những người khác tiếp xúc với động vật trang trại bị nhiễm bệnh. Các tuyến chủ yếu ảnh hưởng đến những người làm việc gần gũi với ngựa và lừa. Tiếp xúc gần gũi với gia súc có thể dẫn đến nhiễm trùng bệnh than qua da, trong khi nhiễm bệnh than qua đường hô hấp phổ biến hơn đối với công nhân ở các lò mổ, xưởng thuộc da và nhà máy len. Tiếp xúc gần gũi với những con cừu mới sinh con có thể dẫn đến nhiễm vi khuẩn Chlamydia psittaci, gây bệnh chlamydiosis (và sẩy thai do động vật ở phụ nữ mang thai), cũng như làm tăng nguy cơ sốt Q, bệnh toxoplasmosis và bệnh listeriosis ở phụ nữ mang thai hoặc các trường hợp khác. bị suy giảm miễn dịch. Bệnh Echinococcosis do sán dây gây ra, có thể lây lan từ cừu bị nhiễm bệnh qua thức ăn hoặc nước bị nhiễm phân hoặc len. Cúm gia cầm thường gặp ở gà và tuy hiếm gặp ở người nhưng mối lo ngại chính về sức khỏe cộng đồng là một chủng cúm gia cầm sẽ tái kết hợp với vi-rút cúm ở người và gây ra đại dịch như cúm Tây Ban Nha năm 1918. Năm 2017, gà thả rông ở Anh được lệnh tạm thời ở trong nhà do nguy cơ cúm gia cầm.[12] Gia súc là nguồn chứa bệnh cryptosporidiosis quan trọng, chủ yếu ảnh hưởng đến những người bị suy giảm miễn dịch. Các báo cáo cho thấy chồn cũng có thể bị nhiễm bệnh. Ở các nước phương Tây, gánh nặng viêm gan E chủ yếu phụ thuộc vào việc tiếp xúc với các sản phẩm động vật và thịt lợn là nguồn lây nhiễm đáng kể về mặt này.
Các bác sĩ thú y phải đối mặt với những nguy cơ nghề nghiệp đặc biệt khi mắc bệnh lây truyền từ động vật sang người. Ở Mỹ, các nghiên cứu đã nhấn mạnh nguy cơ chấn thương gia tăng và sự thiếu nhận thức của thú y về những mối nguy hiểm này. Nghiên cứu đã chứng minh tầm quan trọng của việc tiếp tục đào tạo bác sĩ thú y lâm sàng về các rủi ro nghề nghiệp liên quan đến chấn thương cơ xương, vết cắn của động vật, kim đâm và vết cắt.
Một báo cáo tháng 7 năm 2020 của Chương trình Môi trường Liên Hợp Quốc cho biết rằng sự gia tăng các đại dịch lây truyền từ động vật sang người là do trực tiếp gây ra sự tàn phá thiên nhiên do con người gây ra và nhu cầu thịt toàn cầu ngày càng tăng, và việc chăn nuôi công nghiệp lợn và gà nói riêng sẽ là yếu tố rủi ro chính. về sự lây lan của các bệnh lây truyền từ động vật sang người trong tương lai. Mất môi trường sống của các loài chứa virus đã được xác định là nguyên nhân quan trọng gây ra ít nhất một sự kiện lan tỏa.

### Buôn bán động vật hoang dã hoặc động vật tấn công
Việc buôn bán động vật hoang dã có thể làm tăng nguy cơ lan tỏa vì nó trực tiếp làm tăng số lượng tương tác giữa các loài động vật, đôi khi trong những không gian nhỏ. Nguồn gốc của đại dịch COVID-19 đang diễn ra bắt nguồn từ các khu chợ ẩm ướt ở Trung Quốc. 
Sự xuất hiện của bệnh lây truyền từ động vật sang người rõ ràng có liên quan đến việc tiêu thụ thịt động vật hoang dã, trầm trọng hơn do sự xâm lấn của con người vào môi trường sống tự nhiên và bị khuếch đại bởi điều kiện mất vệ sinh ở các chợ động vật hoang dã. Những thị trường này, nơi hội tụ nhiều loài đa dạng, tạo điều kiện thuận lợi cho việc pha trộn và lây truyền các mầm bệnh, bao gồm cả những mầm bệnh gây ra các đợt bùng phát HIV-1, Ebola và bệnh đậu mùa, và thậm chí có thể là đại dịch hiện nay. Đáng chú ý, các động vật có vú nhỏ thường chứa rất nhiều vi khuẩn và vi rút lây truyền từ động vật sang người, tuy nhiên việc lây truyền vi khuẩn đặc hữu ở động vật hoang dã phần lớn vẫn chưa được khám phá. Do đó, việc xác định chính xác bối cảnh gây bệnh của động vật hoang dã bị buôn bán là rất quan trọng để hướng dẫn các biện pháp hiệu quả nhằm chống lại các bệnh lây truyền từ động vật sang người và ghi lại các chi phí xã hội và môi trường liên quan đến hoạt động này